# Signalisation routière en Ukraine
Cette page répertorie les panneaux routiers utilisés en Ukraine.

## Panneaux d'avertissement
Les panneaux d'avertissement sont un triangle rouge pointant vers le haut, avec un fond blanc et des pictogrammes noirs. Les fonds jaunes sont utilisés pour des dangers temporaires ou des conditions de travaux routiers. Les panneaux peuvent inclure des plaques supplémentaires détaillant le danger, à qui les panneaux s'appliquent ou d'autres informations nécessaires.

Panneaux d'avertissement
Courbe vers la droite
Courbe vers la gauche
Série de courbes, première à droite
Série de courbes, première à gauche
La route se rétrécit des deux côtés
La route se rétrécit à droite
La route se rétrécit à gauche
Colline ascendante (avec pourcentage de pente)
Descente de la pente (avec pourcentage de pente)
Bord de rivière ou quai non protégé
Tunnel
Une surface irrégulière
Ralentisseur
Plonger dans la route
Surface glissante
Gravier meuble
Épaule dangereuse
Chutes de pierres
Vents latéraux
Avion volant à basse altitude
Rond point
Traversée de tramway
Carrefour prioritaire
Intersection avec une route secondaire
Petite route à droite
Petite route à gauche
Carrefour en quinconce avec le premier à droite
Carrefour en quinconce avec le premier à gauche
Feux de circulation
Pont-levis
Circulation bidirectionnelle
Passage à niveau avec portes ou barrières
Passage à niveau sans portes ni barrières
Crossbuck de chemin de fer (à voie unique)
Crossbuck de chemin de fer (multi-voies)
Passage piéton
Enfants
Cyclistes
Traversée d'animaux domestiques
Traversée d'animaux sauvages
Travaux
Files d'attente
Autres dangers
Changement de type de revêtement routier
Angle mort

## Panneaux de priorité
Les panneaux de priorité régulent la circulation des véhicules de manière ordonnée. Le panneau de priorité indique aux conducteurs qu'ils ont la priorité à toutes les intersections en avant sur la route jusqu'au panneau de fin. Les panneaux de signalisation des embouteillages sont utilisés lorsque la route est trop étroite pour permettre aux véhicules de passer côte à côte, mais doivent plutôt alterner.

Panneaux de priorité
Cédez le passage
Arrêt
Route prioritaire
Fin de la route prioritaire
Priorité au trafic venant en sens inverse
Priorité sur le trafic venant en sens inverse

## Panneaux d'interdiction
Les panneaux d'interdiction réglementent l'utilisation de la route en fonction des mouvements, des classes de véhicules ou d'autres restrictions.

Panneaux d'interdiction
Route fermée à toute circulation
Interdiction des véhicules à moteur
Interdiction des camions
Interdiction des véhicules avec remorques
Interdiction des véhicules agricoles
Interdiction des motos
Interdiction des cyclomoteurs
Interdiction aux cyclistes
Interdiction aux piétons
Interdiction des charrettes à bras
Interdiction des charrettes à traction animale
Interdiction des véhicules transportant des marchandises dangereuses
Interdiction des véhicules transportant des explosifs et des produits inflammables
Interdiction des véhicules transportant des substances susceptibles de polluer l'eau
Interdiction des véhicules de plus de 7 tonnes
Interdiction des véhicules de plus de 5 tonnes par essieu
Interdiction des véhicules d'une largeur supérieure à 2,7 mètres
Interdiction des véhicules de plus de 3,5 mètres
Interdiction des véhicules de plus de 10 mètres
Les conducteurs doivent maintenir une distance d'au moins 70 mètres
Interdiction d'entrée
Interdiction de tourner à droite
Interdiction de tourner à gauche
Interdiction de faire demi-tour
Interdiction de dépasser
Mettre fin à l'interdiction de dépasser
Interdiction de dépasser par les camions
Mettre fin à l'interdiction de dépasser pour les camions
Limite de vitesse maximale
Fin de la limitation de vitesse maximale
Zone de limitation de vitesse
Fin de la zone de limitation de vitesse
Interdiction du bruit des moteurs
Interdiction de s'arrêter
Interdiction de stationner
Interdiction de stationner les jours impairs
Interdiction de stationner les jours pairs
Pas de zone de stationnement
Fin de la zone de stationnement interdit
Arrêtez-vous à la douane
Arrêtez-vous pour d'autres contrôles
Fin de toutes les restrictions et interdictions
Arrêtez-vous en cas de danger, notamment les accidents de la route, les catastrophes naturelles ou autres obstacles routiers

## Panneaux obligatoires
Les panneaux obligatoires indiquent aux conducteurs les actions qu'ils doivent entreprendre ou respecter, ou peuvent indiquer les types de véhicules autorisés à utiliser la route.

Panneaux obligatoires
Continuer tout droit seulement
Tourner à droite seulement
Tourner à gauche seulement
Continuez tout droit ou tournez à droite
Continuez tout droit ou tournez à gauche
Tourner à gauche ou à droite
Passer à droite
Passer à gauche
Passer de chaque côté
Rond point
Véhicules à moteur uniquement
Limite de vitesse minimum
Fin de la limitation de vitesse minimale
Piste cyclable
Fin de la piste cyclable
Chemin piétonnier
Piste cyclable et piétonne
Pistes cyclables et piétonnes adjacentes
Pistes piétonnes et cyclables adjacentes
Sentier équestre
Les véhicules transportant des marchandises dangereuses peuvent rouler tout droit uniquement
Les véhicules transportant des marchandises dangereuses peuvent tourner à droite uniquement
Les véhicules transportant des marchandises dangereuses peuvent tourner à gauche uniquement
Circulation avec des chaînes antidérapantes
Fin de la circulation grâce aux chaînes antidérapantes
Circulation mixte automobiles et cycles
Fin de la circulation mixte automobiles et cycles

## Panneaux d'information
Les panneaux d'information décrivent les conditions de la route et de la zone qui ne nécessitent pas d'avertissement de danger, d'instruction obligatoire ou d'interdiction..

Autoroute
Fin de l'autoroute
Route à accès restreint
Fin de la route à accès restreint
Sens Unique
Un sens unique se termine
Sens unique avec voie inversée pour les bus
Fin du sens unique avec voie inversée pour les bus
Voie pour les bus
Fin de voie pour les bus
Voie réversible begins
Fin de voie réversible
Traverser la voie réversible
Sens de circulation obligatoire
Rétrécissement d'une voie
Direction obligatoire d'une voie
Rétrécissement d'une voie avec restriction de classe de véhicule
Voie supplémentaire à droite
Voie supplémentaire à gauche
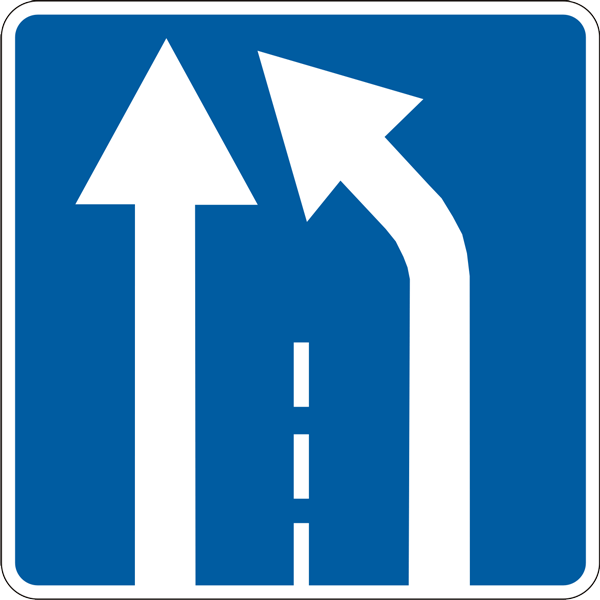
La voie de droite se termine
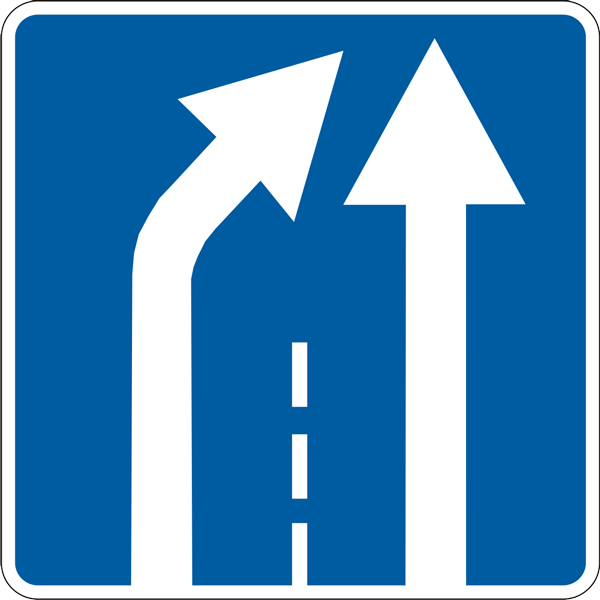
La voie de gauche se termine
La voie de droite se confond avec la circulation venant d'une autre route
La voie de droite commence par la circulation venant d'une autre route
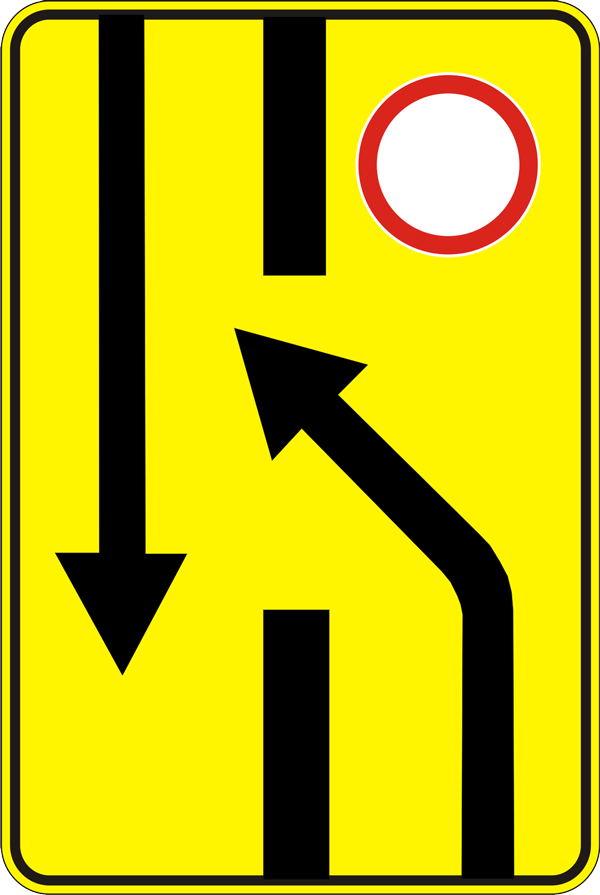
Voie fermée, continuez dans la voie venant en sens inverse
Voie d'évacuation d'urgence
Demi-tour autorisé
Zone de demi-tour
Les camions avancent tout droit uniquement
Les camions avancent uniquement à droite
Les camions avancent uniquement à gauche
Impasse
Impasse à gauche
Impasse à droite
Limite de vitesse consultative
Zone résidentielle
Fin de la zone résidentielle
Zone piétonne
Fin de la zone piétonne
Passage piéton
Passage piéton en diagonale
Escalier vers le bas
Escalier vers le haut
Parking
Parking pour camions
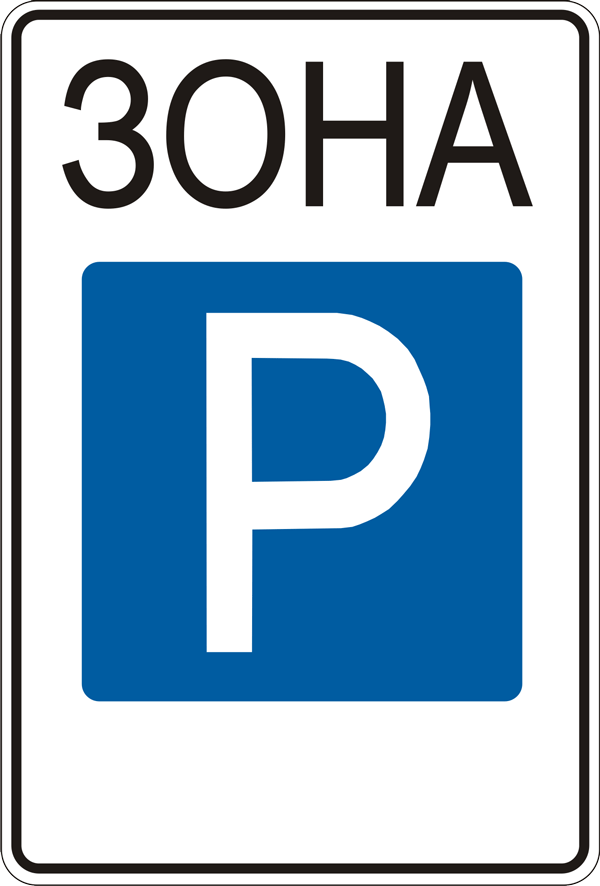
Zone de stationnement
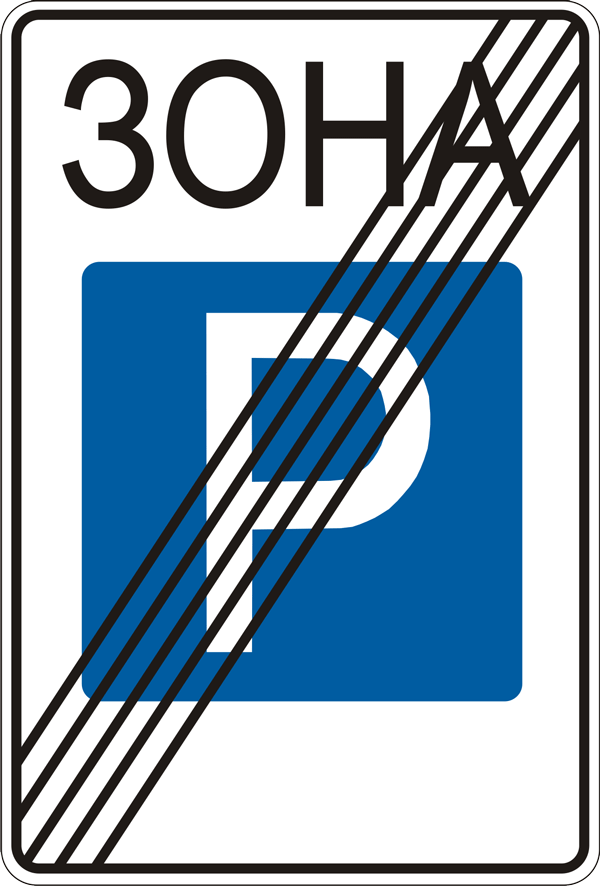
Fin de la zone de stationnement
Arrêt de bus
Fin de l'arrêt de bus
Arrêt de tramway
Fin de l'arrêt de tramway
Arrêt de trolleybus
Fin de l'arrêt de trolleybus
Arrêt de taxi
Règlement
Fin du règlement
Village
Fin du village
Zone bâtie
Fin de zone bâtie
Limites de vitesse nationales
Autres restrictions routières
Panneau de guide d'itinéraire avec destinations
Panneau de destinations avec distances
Itinéraire alternatif pour atteindre votre destination où le virage à gauche est interdit
Itinéraire alternatif pour route fermée
Itinéraire de détour (droit)
Itinéraire de détour (à droite)
Itinéraire de détour (à gauche)
Panneau de nom de rue
Panneau indiquant le nom de la rivière
De nouveaux panneaux routiers à venir
Aéroport
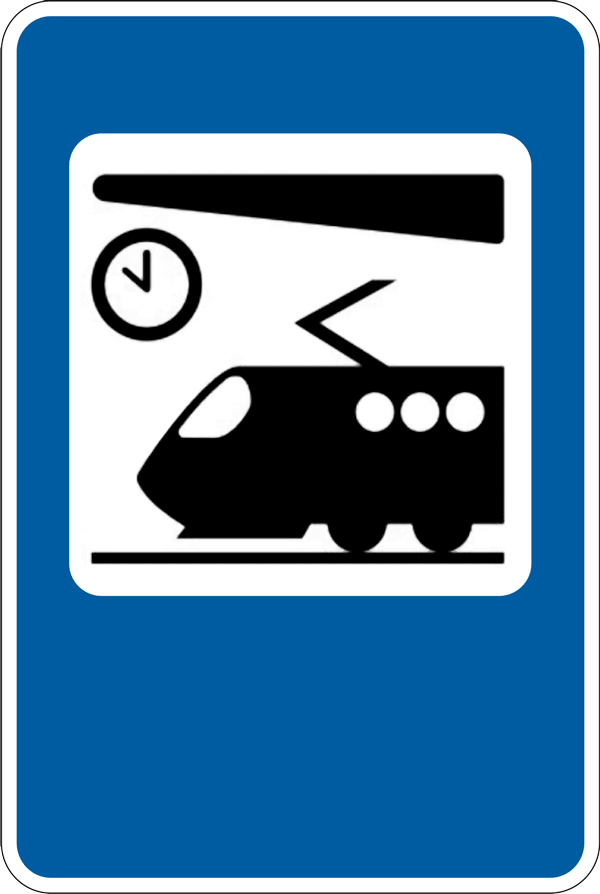
Gare
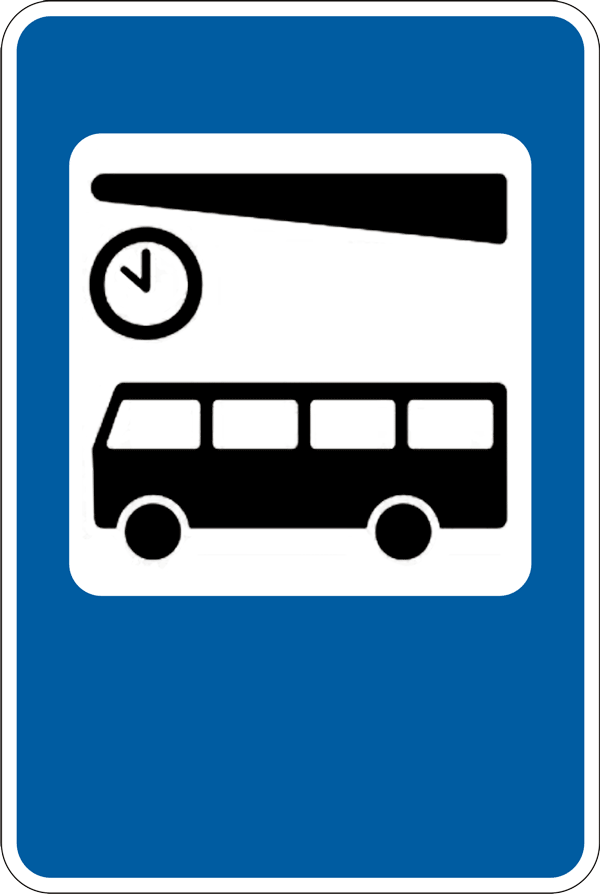
Station de bus
Église
Usine
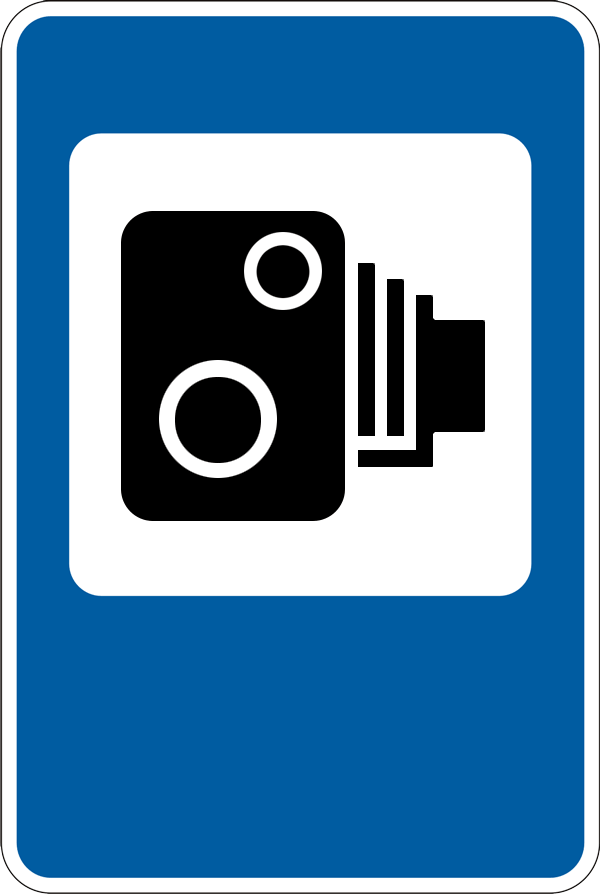
Zone des caméras de circulation
Port ou gare maritime (fluviale)
Autoroute à péage
Fin de l’autoroute à péage
Zone cyclable et piétonne
Fin de la zone cyclable et piétonne
Traversée de cyclistes
Entrée d'une route à sens unique et piste cyclable en sens inverse
Zone de contrôle dimensionnel et pondéral
Fin de la zone de contrôle dimensionnel et pondéral